# Flagge Mauretaniens
Die Flagge Mauretaniens wurde nach einem Referendum am Vortag am 6. August 2017 angenommen.

## Beschreibung und Bedeutung
Die Nationalflagge zeigt im Zentrum auf smaragdgrünem Hintergrund einen goldenen liegenden Halbmond, darüber einen goldenen, fünfzackigen Stern. Darüber und darunter liegt je ein roter Streifen. Das Seitenverhältnis beträgt 2:3.
Die Farben Grün, Gelb und Rot gelten als panafrikanische Farben und verweisen auf den beträchtlichen Anteil der schwarzafrikanischen Bevölkerung. Die Farbe Grün und der Halbmond symbolisieren den Islam, die Hauptreligion des Landes. Die 2017 hinzugekommenen Streifen symbolisieren das Blut derer, die für die Unabhängigkeit Mauretaniens kämpften.

## Geschichte

Flagge Mauretaniens 1959–2017

Erst 1958 ließ die Kolonialmacht Frankreich eigene Symbole für seine afrikanische Besitzung zu. Die frühere Nationalflagge wurde mit der Verfassung vom 22. März 1959 festgelegt und am 1. April desselben Jahres offiziell eingeführt. Die Verfassung vom 12. Juli 1991 bestätigte das Aussehen der Flagge. Ein Flaggengesetz, das den Aufbau genau vorgibt, fehlte. Am 5. August 2017 ließ Präsident Mohamed Ould Abdel Aziz ein Referendum abhalten, das neben anderen Verfassungsänderungen auch eine neue Flagge mit zwei zusätzlichen roten Streifen vorsah. Das Referendum war erfolgreich und die Änderung trat am 6. August in Kraft.

## Sonstiges
Seitdem Mauretaniens Flagge die Farbe rot enthält, ist die Flagge Jamaikas die einzige Nationalflagge, die keine der Farben rot, weiß oder blau enthält.